# Percy-en-Auge
Ne doit pas être confondu avec Percy (Manche).
Percy-en-Auge est une ancienne commune française située dans le département du Calvados en région Normandie, peuplée de 252 habitants.
Le 1er janvier 2017, elle prend le statut administratif de commune déléguée au sein de la nouvelle commune de Mézidon Vallée d'Auge de statut administratif commune nouvelle.

## Toponymie
Le nom de la localité est attesté sous les formes Perceium en 1198 (magni rotuli, p. 34), Percheyum en 1247 (cartulaire norm. n° 1179, p. 323), Percheium en 1262 (charte de Mondaye).

## Histoire
Les Romains ont installé ici un camp et ont construit une voie le reliant à d'autres camps situés dans les environs, notamment en direction de Caen. Une autre voie allait de Vieux (Aregenua) à Lisieux (Noviomagus), capitale administrative pendant l'occupation romaine.
Des sarcophages datant des Mérovingiens ont été retrouvés en ce lieu. L'un d'eux est maintenant dans le bourg.
Entre 1795 et 1800, Percy absorbe Plainville, puis devient Percy-en-Auge en 1958.
De 1920 à 1980, un dépôt de munitions est créé sur le territoire de la commune, proche de la gare de triage de Mézidon. Ce dépôt est gardé et géré par une importante logistique militaire. Il n'en reste plus aujourd'hui que des bâtiments délabrés.

## Politique et administration

### Liste des maires
| Période                                  | Période       | Identité       | Étiquette | Qualité  |
| ---------------------------------------- | ------------- | -------------- | --------- | -------- |
| Les données manquantes sont à compléter. |               |                |           |          |
| 1964                                     | 1991          | Lucien Lefrère |           |          |
|                                          |               |                |           |          |
| 1995                                     | décembre 2016 | Roger Desprès  | SE        | Retraité |

### Liste des maires de la commune déléguée
| Période      | Période  | Identité      | Étiquette | Qualité                   |
| ------------ | -------- | ------------- | --------- | ------------------------- |
| janvier 2017 | En cours | Roger Desprès | SE        | Retraité secteur bancaire |

## Population et société

### Démographie
L'évolution du nombre d'habitants est connue à travers les recensements de la population effectués dans la commune depuis 1793. À partir du 1er janvier 2009, les populations légales des communes sont publiées annuellement dans le cadre d'un recensement qui repose désormais sur une collecte d'information annuelle, concernant successivement tous les territoires communaux au cours d'une période de cinq ans. 
Pour les communes de moins de 10 000 habitants, une enquête de recensement portant sur toute la population est réalisée tous les cinq ans, les populations légales des années intermédiaires étant quant à elles estimées par interpolation ou extrapolation. Pour la commune, le premier recensement exhaustif entrant dans le cadre du nouveau dispositif a été réalisé en 2008,.
En 2022, la commune comptait 252 habitants, en évolution de +5,44 % par rapport à 2016 (Calvados : +1,58 %, France hors Mayotte : +2,49 %).
| 1793 | 1800 | 1806 | 1821 | 1831 | 1836 | 1841 | 1846 | 1851 |
| ---- | ---- | ---- | ---- | ---- | ---- | ---- | ---- | ---- |
| 242  | 200  | 280  | 301  | 277  | 261  | 238  | 238  | 235  |

| 1856 | 1861 | 1866 | 1872 | 1876 | 1881 | 1886 | 1891 | 1896 |
| ---- | ---- | ---- | ---- | ---- | ---- | ---- | ---- | ---- |
| 223  | 243  | 217  | 217  | 201  | 194  | 182  | 169  | 182  |

| 1901 | 1906 | 1911 | 1921 | 1926 | 1931 | 1936 | 1946 | 1954 |
| ---- | ---- | ---- | ---- | ---- | ---- | ---- | ---- | ---- |
| 219  | 188  | 220  | 478  | 422  | 452  | 461  | 372  | 374  |

| 1962 | 1968 | 1975 | 1982 | 1990 | 1999 | 2008 | 2013 | 2018 |
| ---- | ---- | ---- | ---- | ---- | ---- | ---- | ---- | ---- |
| 343  | 278  | 259  | 245  | 223  | 228  | 248  | 230  | 234  |

| 2019 | - | - | - | - | - | - | - | - |
| ---- | - | - | - | - | - | - | - | - |
| 233  | - | - | - | - | - | - | - | - |

## Culture locale et patrimoine

### Lieux et monuments

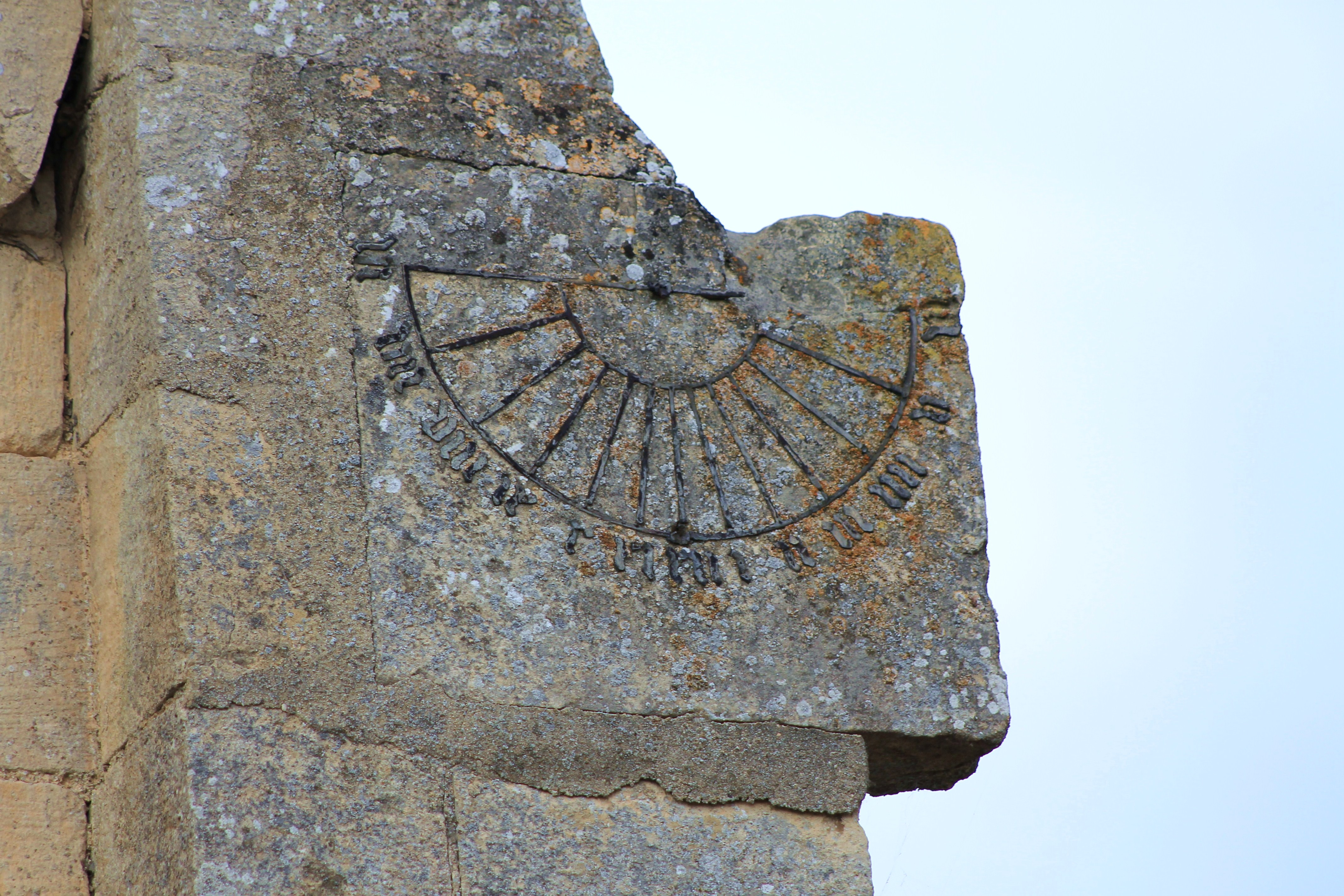
Le cadran solaire de l'église Saint-Gervais.

- Église Saint-Gervais : restes du XIIIe siècle, en grande partie reconstruite après 1944 : quatre statues en bois polychrome XVIIe et XVIIIe siècles (saint Gervais, saint Protais, saint Christophe, saint Joseph, Nativité), toile du XVIIe siècle, quatre statuettes provenant du tabernacle XVIIe siècle, oratoire de Thainville.

Cartes postales anciennes
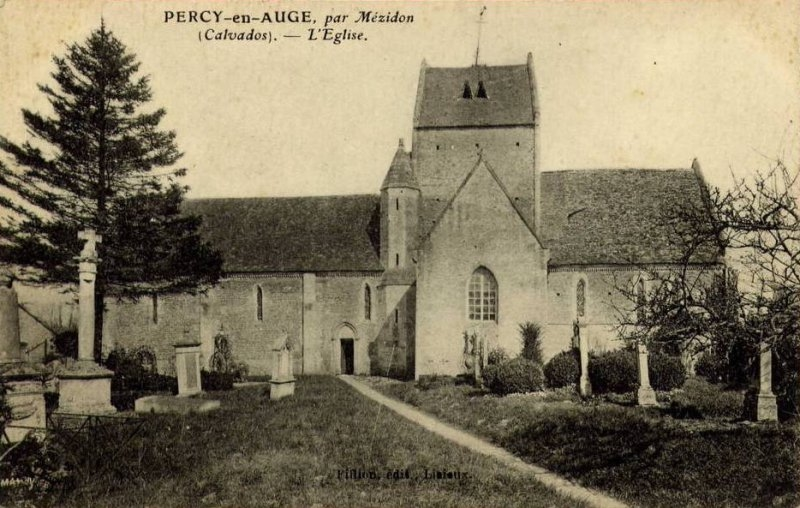
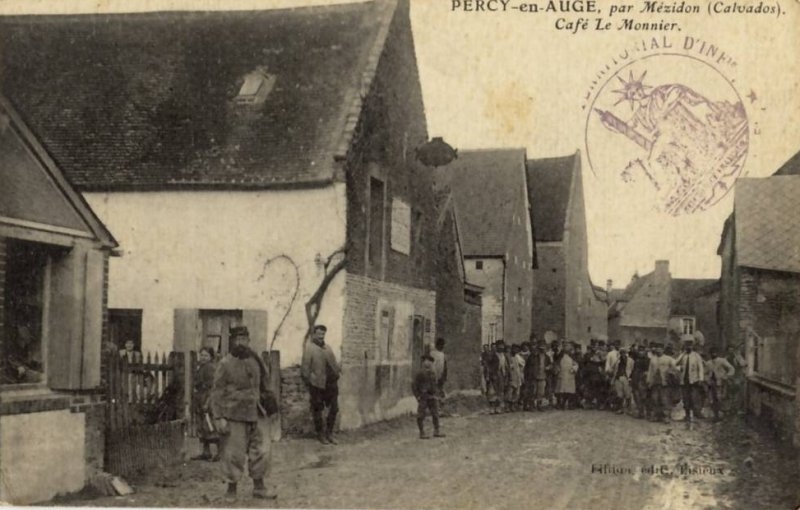
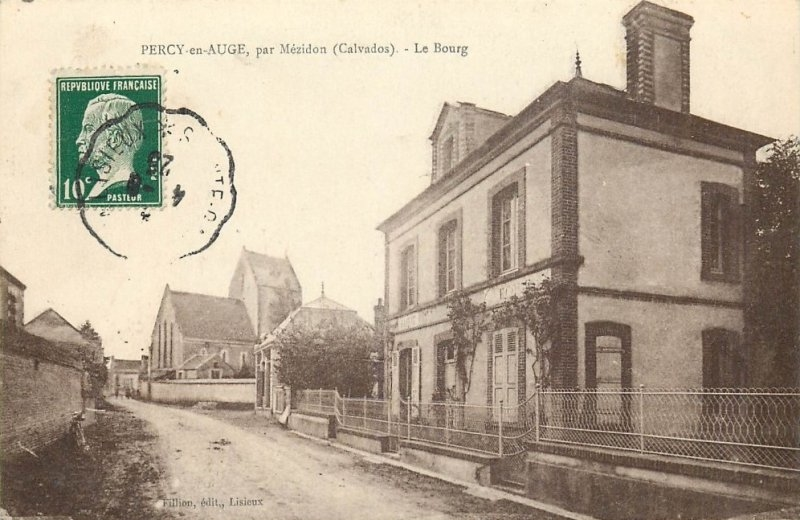
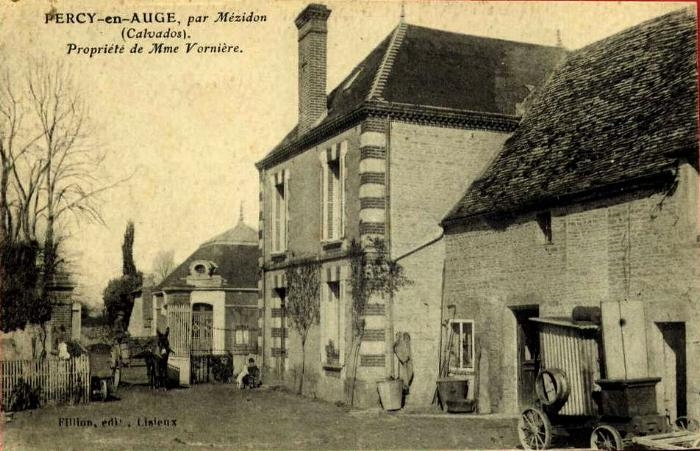
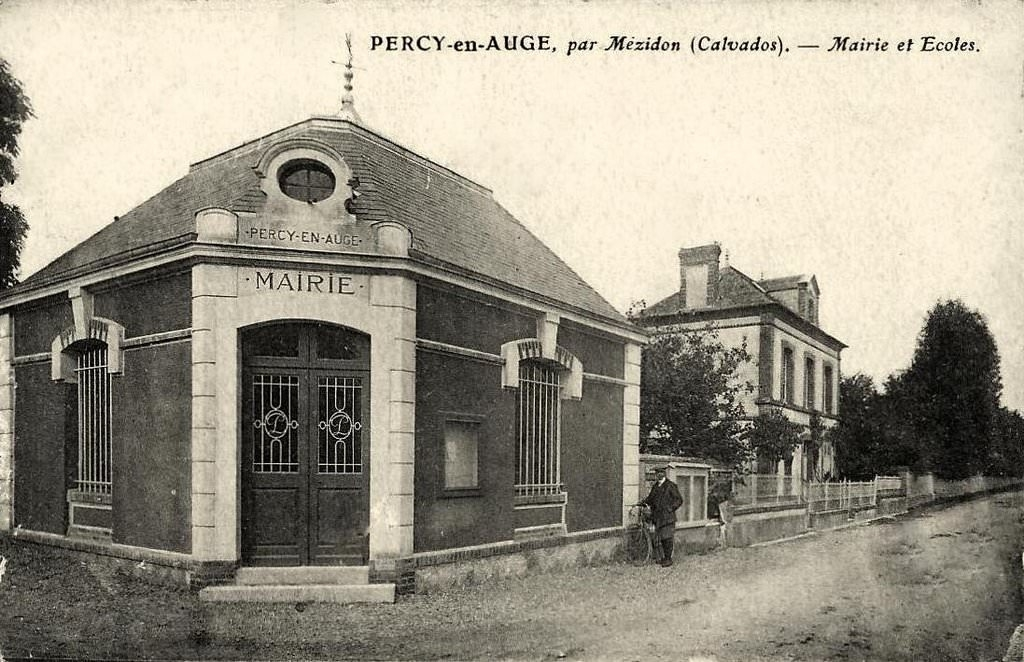
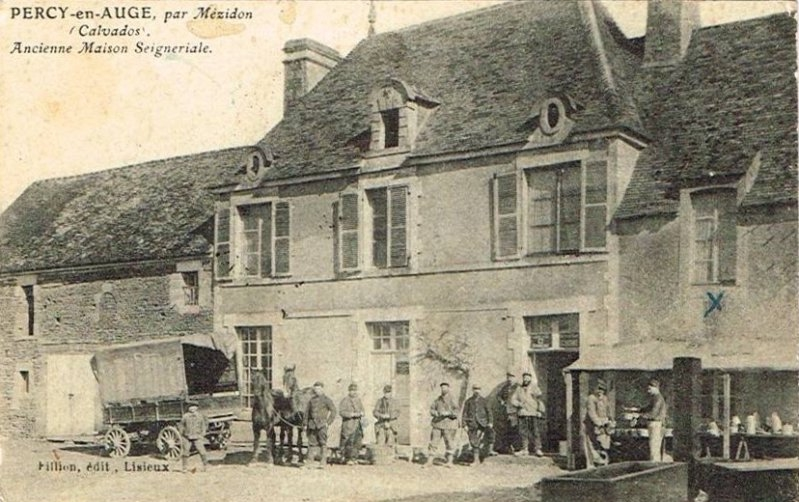
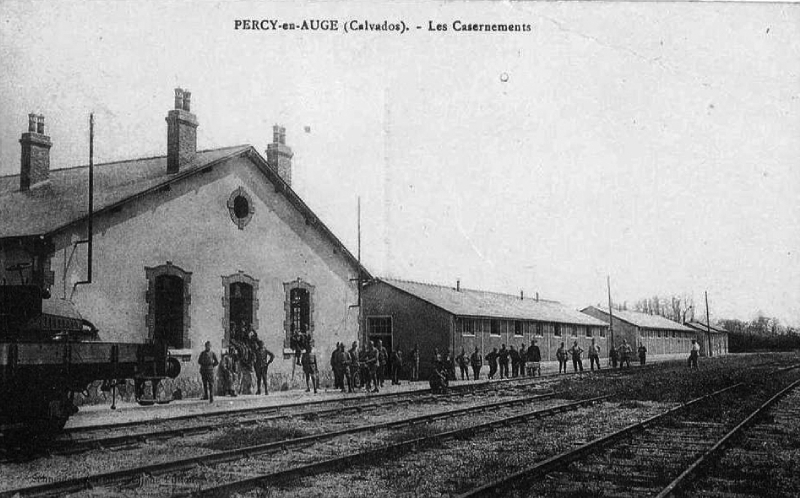